# Soumara-Boumba
Soumara-Boumba est une commune rurale située dans le département de Kassoum de la province du Sourou dans la région de la Boucle du Mouhoun au Burkina Faso.

## Éducation et santé
Le centre de soins le plus proche de Soumara-Boumba est le centre de santé et de promotion sociale (CSPS) de Bangassi tandis que le centre médical avec antenne chirurgicale (CMA) se trouve à Tougan.